# Coeficiente de reflexión
El coeficiente de reflexión es utilizado en física y en Ingeniería cuando se consideran medios con discontinuidades en propagación de ondas. Un coeficiente de reflexión describe la amplitud (o la intensidad) de una onda reflejada respecto a la onda incidente. El coeficiente de reflexión está estrechamente relacionado con el coeficiente de transmisión.
Distintos campos de la ciencia tienen diferentes aplicaciones para este término.

## Telecomunicación
En telecomunicación, el coeficiente de reflexión relaciona la amplitud de la onda reflejada con la amplitud de la onda incidente. Generalmente se representa con una {\displaystyle \Gamma } (gamma mayúscula). 
El coeficiente de reflexión viene dado por:
{\displaystyle \Gamma ={Z_{L}-Z_{0} \over Z_{L}+Z_{0}}}
donde {\displaystyle Z_{L}} es la impedancia de carga al final de la línea, {\displaystyle Z_{0}} es la impedancia característica de la línea de transmisión; este coeficiente de reflexión se puede desplazar a lo largo de la línea hacia el generador al multiplicarlo por el factor de euler a la dos veces la constante de propagación compleja de la línea por la distancia x recorrida hacia el generador (distancia que se toma como negativa por convención), esto hace que se modifique tanto su magnitud como su fase, si la línea tiene perdidas (atenuación) y solo su fase si se asume una línea sin perdidas, recordemos que {\displaystyle \Gamma } (gamma mayúscula)es un número complejo.
Su valor absoluto puede calcularse a partir del coeficiente o Razón de onda estacionaria, {\displaystyle S}:
{\displaystyle |\Gamma |={S-1 \over S+1}}
El coeficiente de reflexión puede calcularse gráficamente utilizando una carta de Smith.

## Mecánica Cuántica
El coeficiente de reflexión es la probabilidad de que la partícula sea reflejada por la barrera en un escalón de potencial o barrera de potencial está dado por la relación:
{\displaystyle R={A^{*}A \over B^{*}B}}
Donde A corresponde a la amplitud de la onda reflejada, A* es su conjugada y B corresponde a la amplitud de la onda incidente, y B* su conjugada.